# Jessie Ralph
Jessie Ralph Chambers (Gloucester, Massachusetts, 5 de noviembre de 1864 - ídem, 30 de mayo de 1944) fue una actriz estadounidense. Participó por muchos años en los teatros de Broadway antes de trabajar en el cine de los años 1930. Regordeta en su físico, desempeñó roles característicos de abuelas afables, damas piadosas, o estrictas ayas. Entre sus papeles más destacados figuran el de Peggoty en el filme David Copperfield (1935) y el hada Berylune en El pájaro azul (1940). También apareció en El burlador de Florencia (1934), El capitán Blood (1935), Bunker Bean (1936), Camille (1936), El último adiós a la señora Cheyney (The Last of Mrs. Cheyney, 1937), The Kid from Texas (1939) y Una mujer de carácter (1941).